# Albert Woodbury
Albert Woodbury (* 1. Juli 1909 in Los Angeles, Kalifornien; † 26. Mai 1989 ebendort) war ein amerikanischer Komponist, Orchestrator  und Arrangeur.
Woodbury war seit Mitte der 1940er Jahre an mehr als 90 Produktionen als Orchestrator tätig. Als Komponist wirkte er Ende der 1950er Jahre an einigen Folgen der Serien Riverboat und Wagon Train mit. Gemeinsam mit Johnny Green war er bei der Oscarverleihung 1970 für die Musik zu Nur Pferden gibt man den Gnadenschuß für den Oscar nominiert. Zuletzt trat er 1988 in Erscheinung.
Woodbury starb im Alter von 79 Jahren an Krebs.